# أوبل آدم
أوبل آدم هي سيارة هاتشباك صغيرة الحجم من الصانع الألماني أوبل. سميت هذه السيارة على اسم منشئ الشركة آدم أوبل. عرضت هذه السيارة أول مرة في معرض باريس الدولي للسيارات أما موديل 2016 منها فظهر في معرض أمستردام الدولى للسيارات. السيارة متاحة بثلاثة نسخ ومتوفرة بخيارت واسعة من الألوان. بدأ إنتاج السيارة في مصنع أيسناخ في ألمانيا في يناير 2013 جنبا إلى جنب مع إنتاج سيارة أوبل كورسا. وتعتمد سيارة آدم على نسخة مصغرة من هيكل سيارة كورسا. يصل طول سيارة الهاتشباك هذه ذات الثلاثة أبواب إلى 3.70 متر أما عرضها فيصل إلى 1.72 متر، ولها مقاعد تكفي لأربعة أشخاص.

## أوبل آدم 2016
توفر السيارة أربع خيارات للمحركات تتصل بناقل حركة أوتوماتيك ست سرعات. المحرك الأول تيربو ثلاث أسطوانات سعة 1000 سى سى بقوة قدرها 116 حصان. ياتي المحرك الثاني أربع أسطوانات سعة 1200 سى سى بقوة قدرها 69 حصان. المحرك الثالث أربع أسطوانات سعة 1400 سى سى بقوة قدرها 101 حصان. أما المحرك الرابع فهو إيكوتك تيربو أربع أسطوانات سعة 1400 سى سى بقوة قدرها 150 حصان مع استهلاك وقود لكل 100 كم 5.9 لتر ووقت تسارع من صفر إلى 100 كم خلال 8.5 ثانية وتبلغ السرعة القصوى 210 كم/س.

## معرض الصور

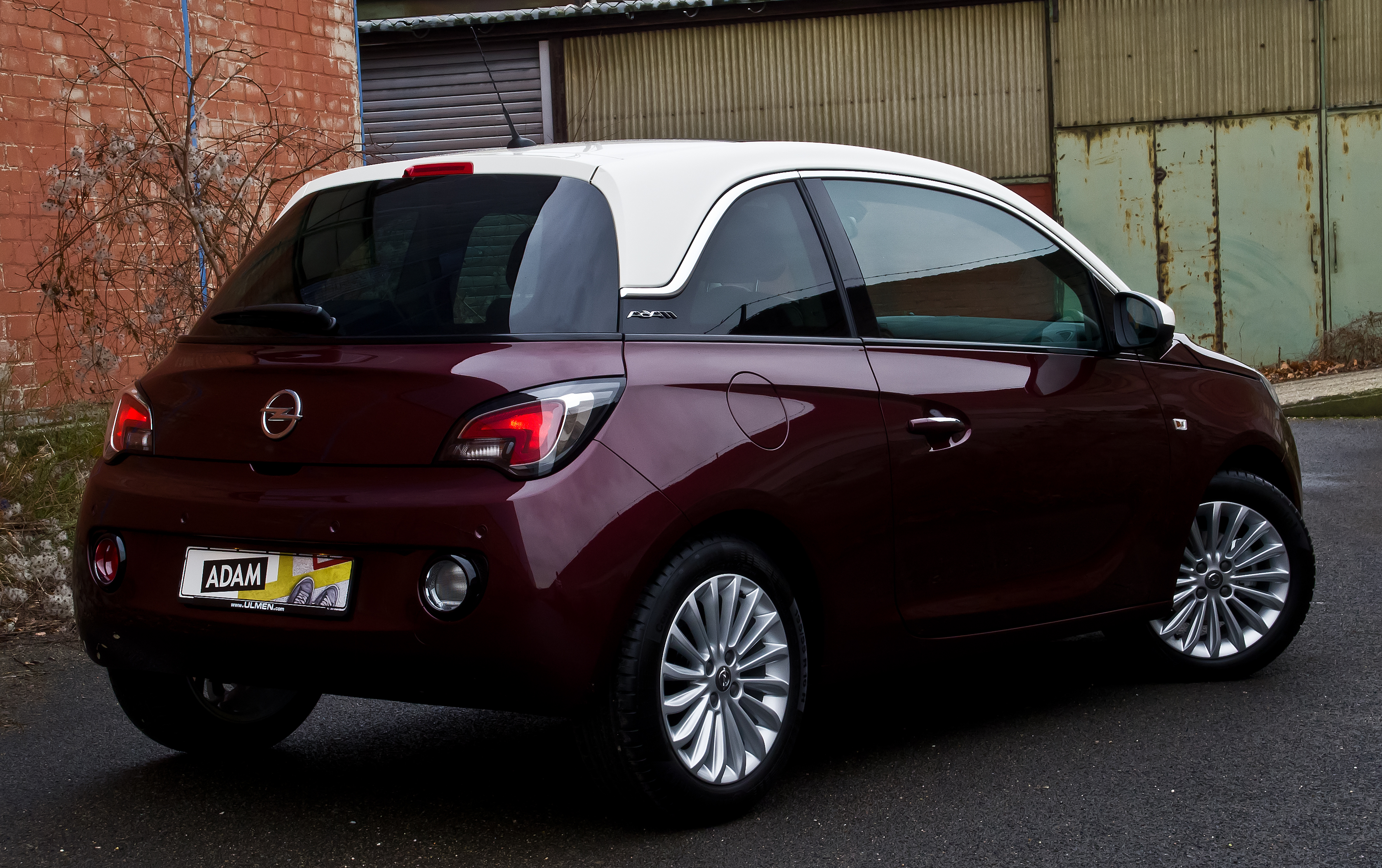
الزاويا الخلفية
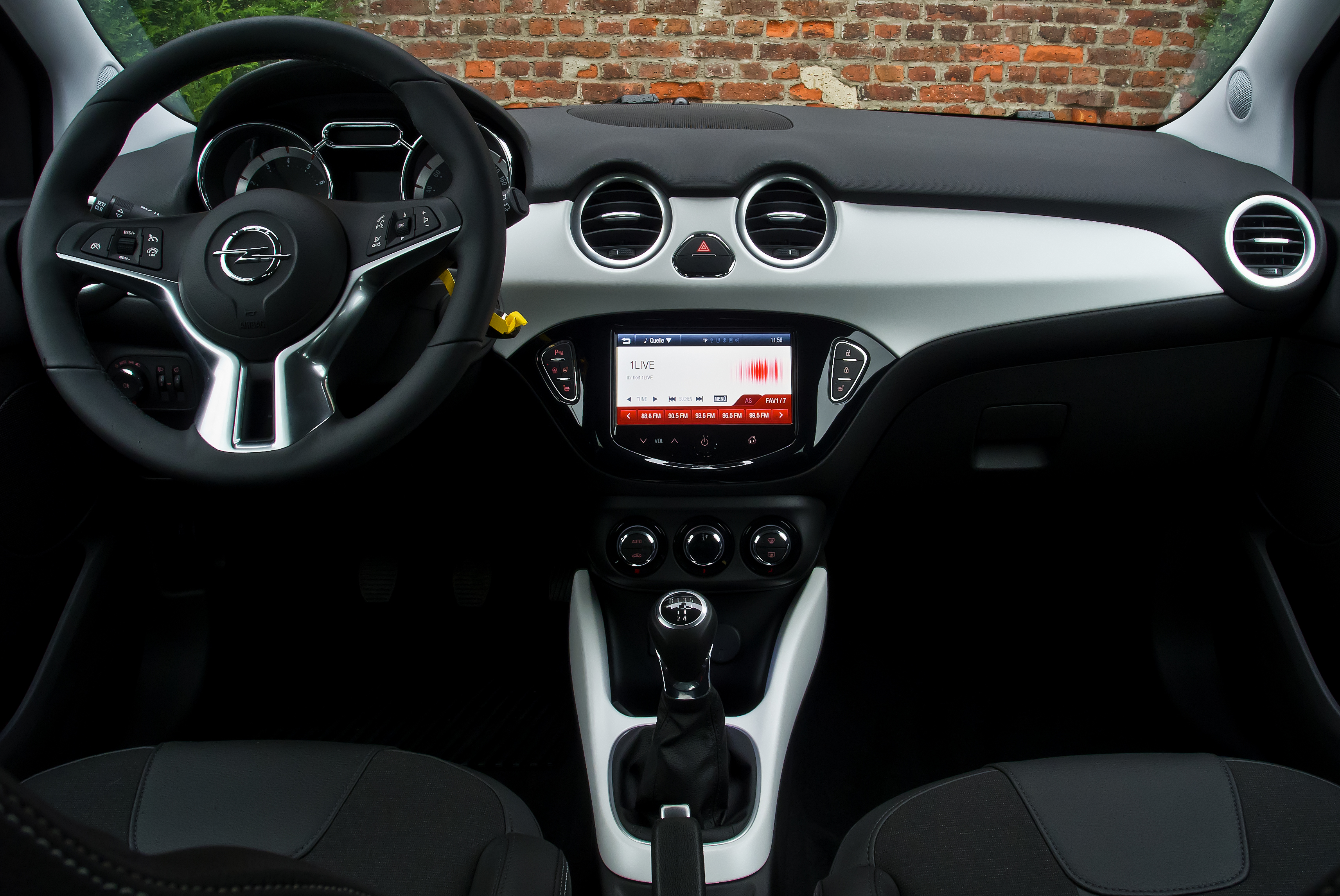
المقصورة الداخلية
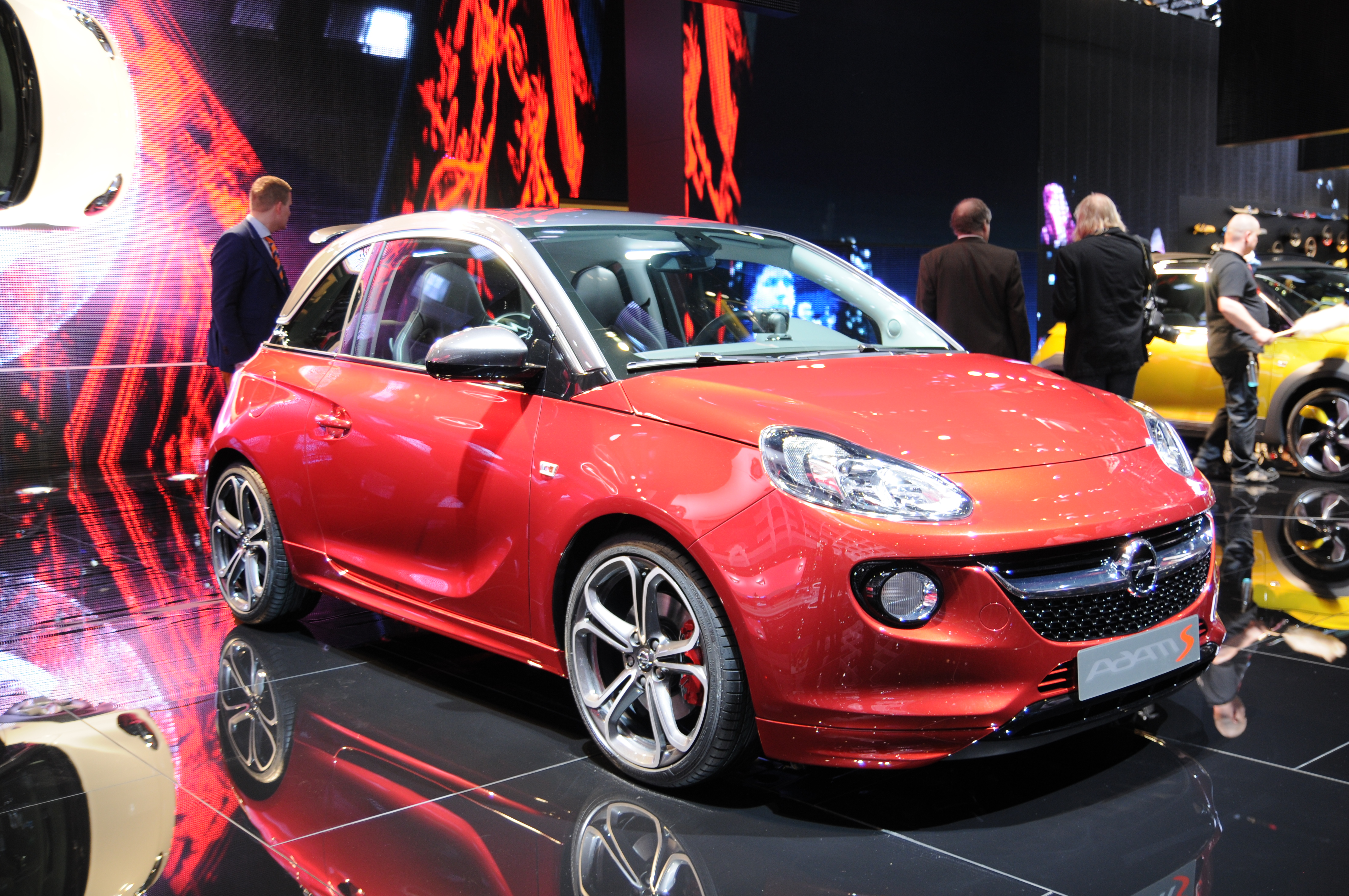
أوبل آدم أس
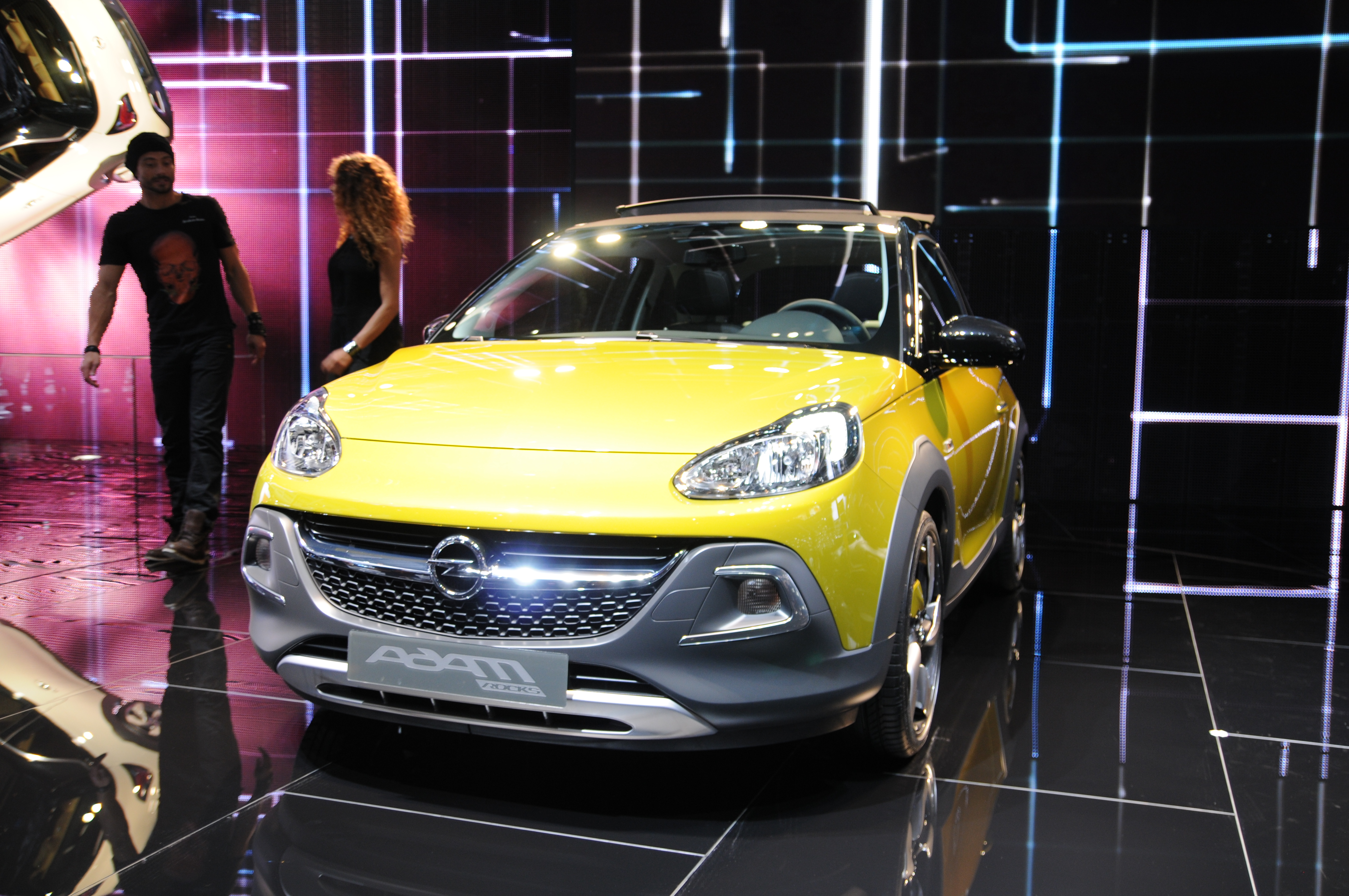
أوبل آدم روكس